# Parque Nacional de Garajonay
O Parque Nacional de Garajonay é um parque cuja área supera 10% da extensão total da ilha de La Gomera, na Espanha. Foi declarado Patrimônio Mundial da UNESCO em 1986.
Tem área de 3948 hectares e o seu território se estende por todos os municípios da La Gomera, ocupando o centro e certas zonas do norte da ilha. O terreno do parque, envolto em uma névoa úmida, é constituído por materiais basálticos, graças a erupções vulcânicas, com diversos picos e montes. Em seu interior encontra-se o Monumento da Essência da Flor.
O parque foi assim chamado graças ao Alto de Garajonay, o mais alto da ilha, com 1487 metros. O nível mais baixo do parque é de 650 metros na aldeia de Cedro. Possui a melhor amostra europeia de laurisilva, um tipo de bosque, úmido com muitas espécies de plantas perenes que, na Era Cenozoica cobriam praticamente toda a Europa. A laurisilva vive em climas uniformes cuja variação anual de temperatura seja pequena e a precipitação seja relativamente abundante, com umidade quase constante devida a muitas nuvens.

## Vegetação
A laurisilva, faia e as Ericaceae ocupam aproximadamente 90% do parque, encontrando-se no extremo ocidental e meridional de Garajonay. Espécies exóticas e o Pinheiro-das-Canárias ocupam a parte meridional, constituindo 10% do parque.

## Fauna
A fauna de Garajonay também se destaca. Possui cerca de mil espécies de invertebrados, sendo 150 endêmicas. As espécies de vertebrados são 38, basicamente répteis e aves, dentre as quais, muitas pombas, especialmente a pomba rabiche e a pomba turqué, endêmicas das Ilhas Canárias. Garajonay é considerado zona de proteção especial para as aves.
Não existem núcleos populacionais dentro do parque, somente em seus arredores. Os caminhos que permitem conhecer o parque são numerosos. Em seu interior há uma área recreativa, chamada Grande Laguna; e o lugar conhecido como Jogo de Bolas, no município de Agulo, onde está o centro de visitantes.

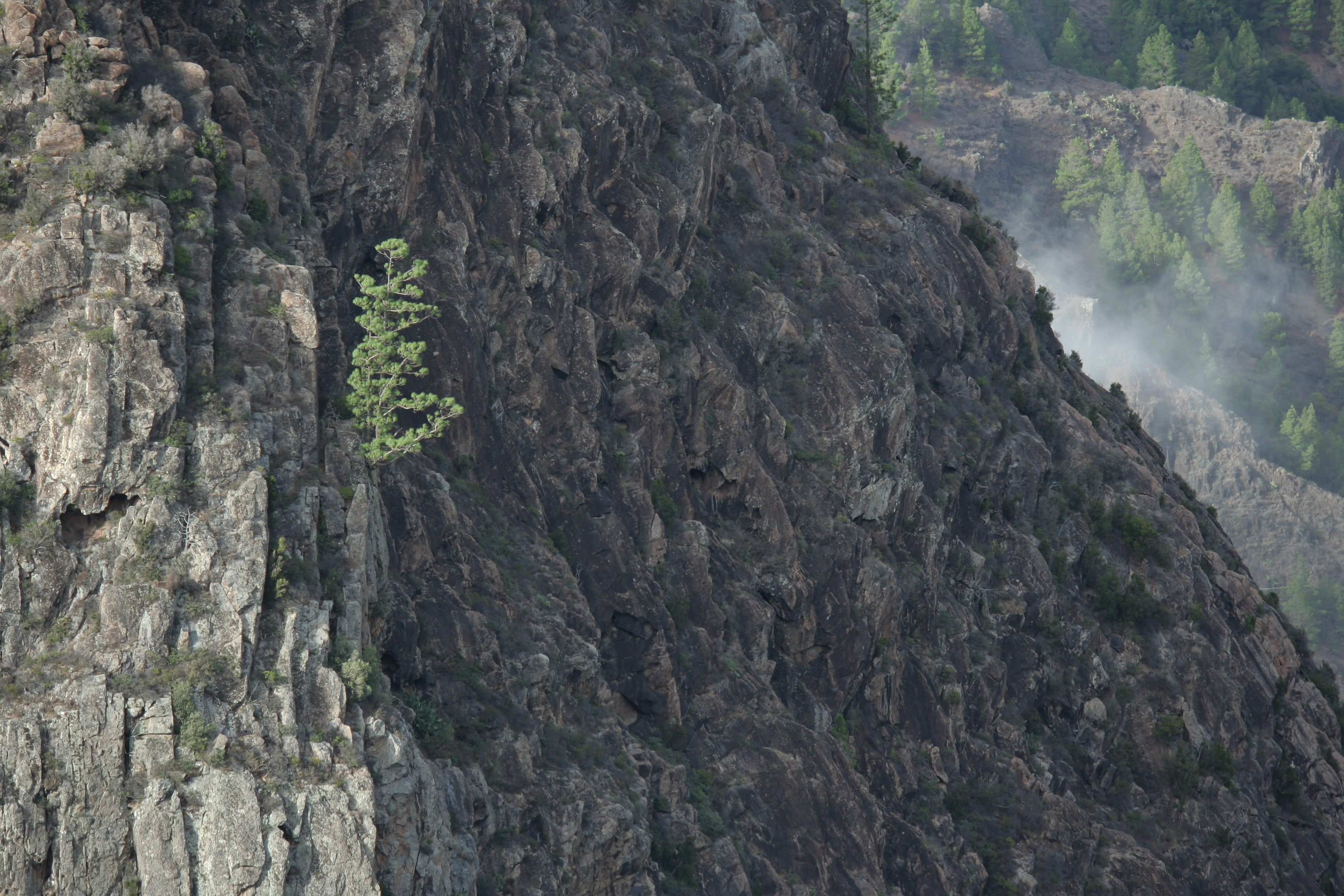
Roque Ojila
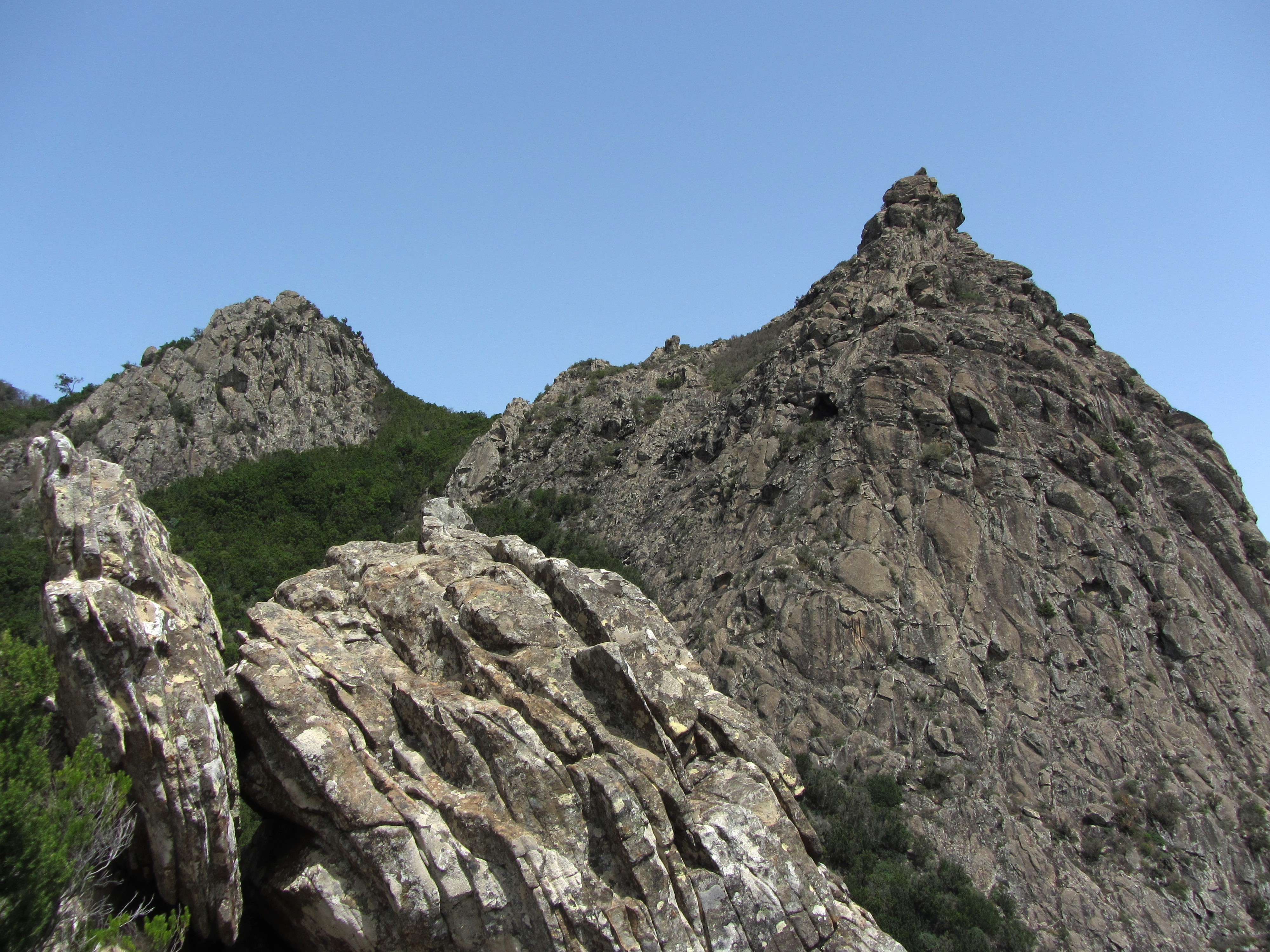
Roque de La Zarcita
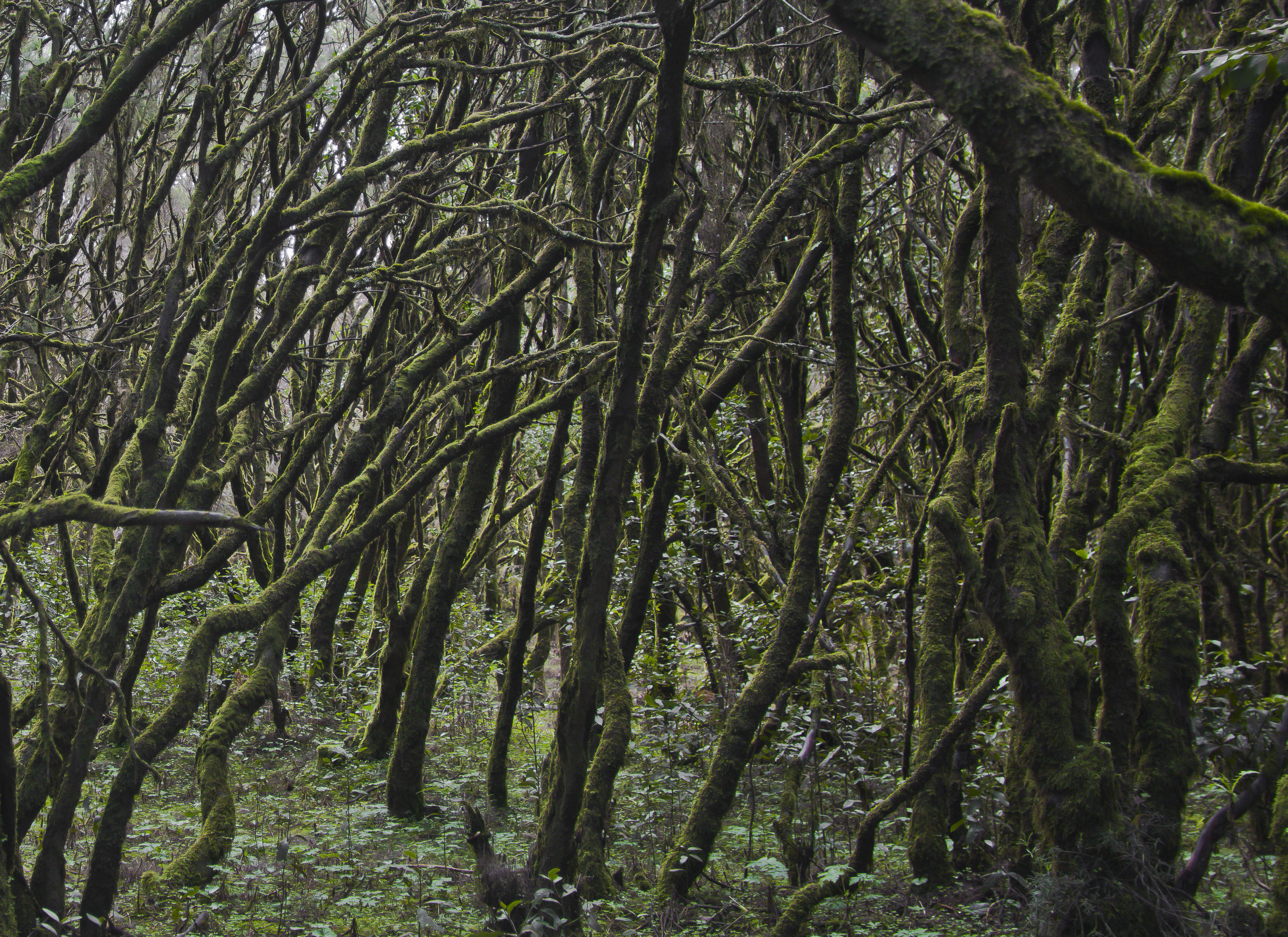
Bosque de laurisilva do parque
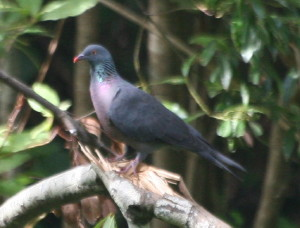
Pombo-das-canárias (Columba junoniae)